# Cumpleaños sangriento
Cumpleaños sangriento (título original en inglés, Bloody Birthday) es una película de terror de 1981 dirigida por Ed Hunt. Fue la primera película producida por Gerald Olson.

## Sinopsis
En 1970, tres niños nacen durante un eclipse solar. Debido a que el sol y la luna bloquean el planeta Saturno que controla las emociones, estos niños nacen como personas malvadas e incapaces de sentir arrepentimiento. Luego de su décimo cumpleaños, los niños se transforman en asesinos que comienzan a matar a todos los adultos que los rodean sin levantar sospechas gracias a su apariencia infantil e inocente. Cuando un joven y su hermana mayor logran descubrir la verdad, se convierten en el nuevo objetivo de estos asesinos.

## Reparto
| Actor            | Personaje           |
| ---------------- | ------------------- |
| Susan Strasberg  | Viola Davis         |
| José Ferrer      | Doctor              |
| Lori Lethin      | Joyce Russel        |
| Melinda Cordell  | Señora Brody        |
| Julie Brown      | Beverly Brody       |
| Joe Penny        | Señor Harding       |
| Bert Kramer      | Sheriff James Brody |
| K.C. Martel      | Timmy Russel        |
| Elizabeth Hoy    | Debbie Brody        |
| Billy Jayne      | Curtis Taylor       |
| Andy Freeman     | Steven Seton        |
| Ben Marley       | Duke Benson         |
| Erica Hope       | Annie Smith         |
| Ellen Geer       | Madge               |
| Michael Dudikoff | Willard             |
| Cyril O'Reilly   | Paul                |